# Calvarieberg (Oss)
De calvarieberg is een 19e-eeuwse calvarie op de rooms-katholieke begraafplaats Eikenboomgaard in de Nederlandse stad Oss, die wordt beschermd als rijksmonument.

## Achtergrond
In 1872 werd door de Willibrordusparochie een nieuwe begraafplaats in gebruik genomen. Aan het eind van het centrale pad werd de calvarieberg opgericht met een neogotische beeldengroep. Het geheel verbeeldt de kruisiging van Christus op de berg Golgotha. Aan de voet van de heuvel zijn een aantal priestergraven te vinden.

## Beschrijving
De calvarieberg is circa drie meter hoog. Boven op de opgeworpen heuvel staat een gepolychromeerde beeldengroep van Christus aan het kruis, met aan weerszijden Maria en de apostel Johannes. 

## Waardering
De calvarieberg met beeldengroep werd in 2001 in het Monumentenregister opgenomen, het geheel wordt beschouwd als "van algemeen cultuurhistorisch belang als bijzondere uitdrukking van culturele en geestelijke ontwikkelingen. De calvarieberg met beeldengroep is van kunsthistorisch belang vanwege de hoogwaardige esthetische kwaliteiten. De calvarieberg met beeldengroep vormt een essentieel onderdeel van het complex Eikenboomgaard en heeft als zodanig ensemblewaarde."